# Division 1 de Tonga
La Division 1 de Tonga es la segunda división en el sistema de ligas de fútbol de dicho país. En la temporada 2012 participaron 14 equipos que disputaron los dos ascensos a la Primera División. Actualmente la competición cuenta con 10 participantes.

## Equipos 2022
- Halafouleva FC
- Ha'amoko United Youth
- Havelu Bulldog FC
- Hihifo Gents FC
- Longolongo FC
- Longoteme FC
- Marist Prems FC
- Toloa Old Boys FC

## Palmarés
| Año     | Campeón               | Resultado  | Subcampeón      |
| ------- | --------------------- | ---------- | --------------- |
| 2006    | Lotoha'apai United FC | 2-0        | Ahau FC         |
| 2009    | Longoteme FC          | -          | Ha’amoko United |
| 2010-11 | Veitongo FC           | 1-0 (pró.) | Popua FC        |
| 2019    | Nukuhetulu FC         | 2-1        | Ahau FC         |

## Títulos por equipo
| Club                  | Títulos | Subtítulos | Años campeón | Años subcampeón |
| --------------------- | ------- | ---------- | ------------ | --------------- |
| Lotoha'apai United FC | 1       | -          | 2006         | ----            |
| Longoteme FC          | 1       | -          | 2009         | ----            |
| Veitongo FC           | 1       | -          | 2010-11      | ----            |
| Nukuhetulu FC         | 1       | -          | 2019         | ----            |
| Ahau FC               | -       | 2          | ----         | 2006-2019       |
| Popua FC              | -       | 1          | ----         | 2010-11         |
| Ha’amoko United       | -       | 1          | ----         | 2009            |